# Paratapinocyba
Paratapinocyba es un género de arañas araneomorfas de la familia Linyphiidae. Se encuentra en Japón.

## Lista de especies
Según The World Spider Catalog 12.0:
- Paratapinocyba kumadai Saito, 1986
- Paratapinocyba oiwa (Saito, 1980)